# Zamarada denticincta
Zamarada denticincta là một loài bướm đêm trong họ Geometridae.